# Mokele-Mbembe

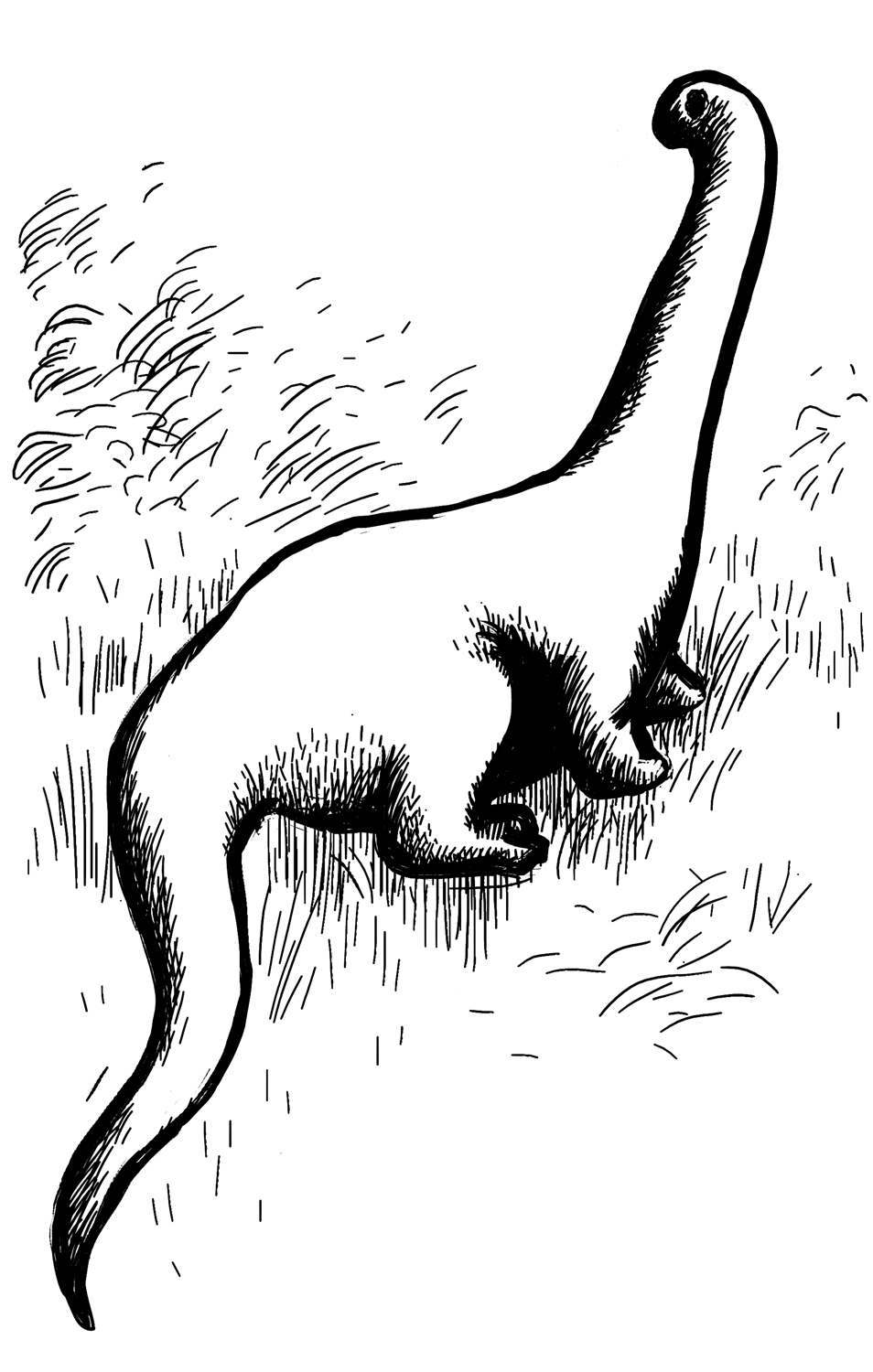
Zeichnung von Mokele-Mbembe

Der Mokele-Mbembe (Lingála: Mokɛle-mbɛmbe) ist ein mythisches Wesen, das in den Urwäldern Zentralafrikas im Gebiet des Kongos leben soll.
Bei dem im Kongobecken rund um den Tele-See ansässigen Pygmäenstamm der Bangombe ist sein Ruf (Mokele-Mbembe – „der den Lauf des Flusses stoppt“) legendär. Nach den Berichten und Überlieferungen der Pygmäen soll Mokele-Mbembe die Fischer des Stammes in ihren leichten Kanus angegriffen haben.

## Beschreibung
Mokele-Mbembe soll in etwa elefantengroß sein, wobei jedoch auch Berichte über noch größere Tiere existieren. Es soll ein vierfüßiges Wesen sein, dessen Fußabdrücke denen von Flusspferden ähneln; die Füße sollen je drei Klauen aufweisen. Es soll einen langen Hals mit etwa dreißig Zentimetern im Durchmesser, einen relativ kleinen Kopf, der bei männlichen Exemplaren ein Horn oder einen hornähnlichen Fortsatz aufweisen soll (wie dies zum Beispiel auch bei einigen rezenten Reptilien der Fall ist), sowie einen langen Schwanz besitzen. Das Wesen soll einem Sauropoden ähneln. Es soll sich um einen Pflanzenfresser handeln, der jedoch Menschen, die in sein Territorium eindringen, angreift und gegebenenfalls tötet, jedoch niemals frisst. Die Hautfarbe des Mokele-Mbembe soll von bräunlich-grau bis zu rötlich-braun variieren.

## Expeditionen
Der erste schriftliche Bericht über Mokele-Mbembe stammt von dem französischen Missionar Abbe Liévin Bonaventure Proyart. In seinem 1776 erschienenen Buch über Reisen in der Kongoregion berichtet er von einem fremdartigen Wesen, dessen Fußabdrücke einen Umfang von einem Meter gehabt haben sollen.
Der deutsche Ludwig Freiherr von Stein zu Lausnitz war der erste Ausländer, der auf einer Expedition im Jahr 1913 im Flussgebiet des Likouala-aux-Herbes gezielt Berichte über Mokele-Mbembe sammelte. Die einheimischen Pygmäen zeigten ihm einen Pfad, den das Wesen durch den Dschungel gezogen haben soll.
In den Jahren von 1920 bis 1935 soll es mehrere Sichtungen verschiedener Augenzeugen gegeben haben, die eine Kreatur mit langem, schlangenähnlichem Hals, stämmigen Beinen und massigem Körper gesehen haben wollten.
1954 soll ein englischer Tourist im Bangweulusee einen langen Hals mit schlangenähnlichem Kopf aus dem Wasser ragen gesehen haben, und in den 1960er Jahren soll ein Großwildjäger nahe dem Likouala-aux-herbes-Fluss ein großes Tier vom Wasser an Land gehen gesehen haben, dessen Beschreibung auf Mokele-Mbembe zutrifft.
Von Oktober bis Dezember 1980 sollen von dem deutschen Ehepaar Herman und Kia Regusters Lautäußerungen und mehrere mysteriöse durch ein großes Tier verursachte Wasserbewegungen wahrgenommen worden sein.
Im selben Jahr führten die Naturwissenschaftler und Kryptozoologen Roy P. Mackal, James Powell, Richard Greenwell und Justin Wilkinson zwei Expeditionen in den Kongo durch, um die bis zu zweihundert Jahre zurückreichenden Berichte über Mokele-Mbembe zu untersuchen. Sie sammelten Augenzeugenberichte, Legenden und Mythen um das sagenhafte Wesen und gelangten zu dem Ergebnis, dass sich viele der Beschreibungen glichen.
Im Jahre 1983 will der Biologe Marcellin Agnagna im See Tele mehrere Mokele-Mbembe mehrere Minuten lang beobachtet haben. Beweise wie Filmaufnahmen konnte er jedoch aufgrund einer angeblichen Fehleinstellung seiner Videokamera nicht aufweisen, wobei die Tatsache, dass er seine Berichte im Nachhinein mehrere Male änderte, Zweifel an seiner Glaubwürdigkeit aufkommen ließ.
Im September 1992 will ein japanisches Forscherteam vom Flugzeug aus ein unbekanntes, schwimmendes Tier im See gefilmt haben. Die qualitativ schlechte, nur 15 Sekunden lange Videoaufnahme zeigt eine langhalsige Kreatur, die den See durchquert und nach Meinung der Japaner als Mokele-Mbembe zu identifizieren sei. Worum es sich jedoch handelte, konnte nicht festgestellt werden, es könnte sich auch um einen großen schwimmenden Python gehandelt haben.
Im Jahr 2006 sollte eine Expedition der Kryptozoologen Milt Marcy, Peter Beach und Rob Mullin in den Kongo Klarheit über die Existenz oder Nichtexistenz des Mokele-Mbembe bringen. Nach ihrer Rückkehr konnten sie allerdings nicht mehr vorweisen als einen angeblichen Gipsabguss eines Fußabdrucks von Mokele-Mbembe.

## Wissenschaftliche Erklärungen
Da ein einzelnes Tier über kurz oder lang (aus)sterben würde, müsste es sich bei Mokele-Mbembe zwingend um eine überlebensfähige Population dieser Tiere handeln. Es stellt sich die Frage, worum es sich beim Mokele-Mbembe tatsächlich handeln könnte.
Einige der Augenzeugenberichte und Legenden lassen sich sicherlich auf Verwechslungen mit bekannten Tieren zurückführen. So könnte zum Beispiel die Sichtung von Marcellin Agnagna von 1983 auch auf die große afrikanische Weichschildkröte Trionyx triunguis zurückgehen.
Verschiedene weitere rezente Tierarten wurden von Kryptozoologen und Zoologen aufgeführt, die zu einer Fehlinterpretation einiger der Sichtungen oder Spuren geführt haben könnten: z. B. mit dem Nilkrokodil, Flusspferden, Nashörnern oder dem westafrikanischen Manati (Trichechus senegalensis).
Nach einer anderen Theorie soll es sich bei Mokele-Mbembe um eine bis heute überlebende Dinosaurierart von der Ordnung der Sauropoden handeln. Sauropoden haben einige grundlegende körperliche Merkmale gemeinsam: einen relativ kleinen Kopf, einen sehr langen Hals, einen langen Schwanz und liefen auf vier stämmigen Beinen. Die Beschreibungen von Mokele-Mbembe lassen zumindest diese theoretische Deutung zu.
Problematisch ist, dass bislang keine Kadaver, Knochen oder ähnliche Relikte gefunden wurden, die auf ein Überleben einer Sauropodenordnung bis zur Gegenwart schließen lassen.

## Sonstiges
Mokele-Mbembe ist auch der Name einer von Stefan Bücker analysierten Variante in der Aljechin-Verteidigung im Schach.